# 5816 Potsdam
5816 Potsdam este un asteroid din centura principală de asteroizi.

## Descriere
5816 Potsdam este un asteroid din centura principală de asteroizi. A fost descoperit pe 11 ianuarie 1989 la Tautenburg de Freimut Börngen. El prezintă o orbită caracterizată de o semiaxă mare de 3,06 ua, o excentricitate de 0,09 și o înclinație de 8,6° în raport cu ecliptica.